# Pogostemoneae
Pogostemoneae es una subfamilia de plantas  perteneciente a la familia Lamiaceae que tiene los siguientes géneros. Anteriormente estaba considerada una subfamilia como Pogostemonoideae.

## Géneros
Achyrospermum - Anisomeles - Colebrookea - Comanthosphace - Craniotome - Eurysolen - Leucosceptrum - Microtoena - Pogostemon - Rostrinucula